# Мацеј (Алба)
Мацеј (рум. Maței) насеље је у Румунији у округу Алба у општини Скаришоара. Општина се налази на надморској висини од 1078 m.

## Становништво
Према подацима из 2002. године у насељу је живело 50 становника, од којих су сви румунске националности.